# Walter Noddack
Walter Karl Friedrich Noddack (17 d'agost de 1893, Berlín, Imperi Alemany - 7 desembre de 1960, Bamberg, República Federal Alemanya) fou un químic alemany descobridor, juntament amb la seva esposa Ida Noddack i Otto Berg, el 1925 de l'element químic reni.

## Vida
Noddack era el fill únic del mestre picapedrer Oskar Noddack i de la seva dona Anna. Realitzà els seus estudis mitjans a una escola de la seva ciutat natal i després ingressà a la Universitat de Berlín el 1912 per estudiar química, física i matemàtiques. La Primera Guerra Mundial interrompé els seus estudis i no es pogué doctorar fins al 1920. La seva tesi doctoral, realitzada sota la direcció del premi Nobel de Química del 1920 Walther H. Nernst, tractà sobre les reaccions fotoquímiques explicades a partir de la interpretació quàntica de la llum d'Albert Einstein.
Finalitzada la seva formació treballà durant dos anys amb Nernst a l'Institut de Química-física de la Universitat de Berlín i el 1922 fou nomenat director del laboratori químic del Physikalisch-Technische Reichsanstalt de Nernst. El 1926 es casà amb la seva companya de recerca Ida Tacke, coneguda després com a Ida Noddack, amb la qual seguí investigant durant tota la vida. El 1927 fou nomenat director del recentment fundat Laboratori de Fitoquímica a Berlín, i el 1935 president del departament de Química Física de la Universitat de Friburg. El 1941 fou nomenat director tant del departament de Química Física com de l'Institut d'Investigació per a la Bioquímica de la Universitat d'Estrasburg. Després de la Segona Guerra Mundial, Noddack es traslladà a la Philosophisch-Theologische Hochschule de Bamberg, Baviera, on posà en funcionament els estudis de química. Del 1956 al 1960 dirigí el recentment creat institut de recerca en geoquímica a Bamberg.

## Obra

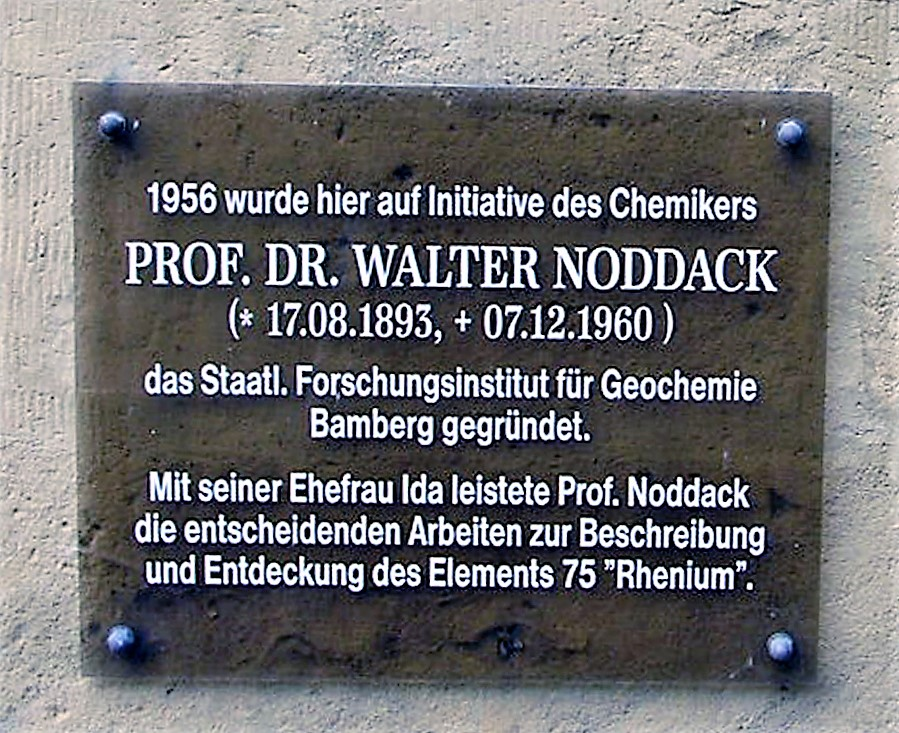
Placa d'homenatge

S'inicià en la recerca en el camp de la fotoquímica. El 1920 en la seva tesi doctoral trobà que, en una placa fotogràfica, un fotó de llum blava o de radiació ultraviolada era absorbit per només amb un catió d'argent {\displaystyle {\ce {Ag+}}} per oxidar-se a argent metàl·lic {\displaystyle {\ce {Ag}}}, enfosquint-se. Després investigà la sensibilitat quàntica fotogràfica de la radiació X i γ. En els seus estudis sobre sensibilització fotogràfica, Noddack dedicà una atenció especial a les propietats físiques de les substàncies colorants, i el seu tractament de problemes fotoquímics a l'ull humà el portà a una nova demostració dels tres pigments visuals.

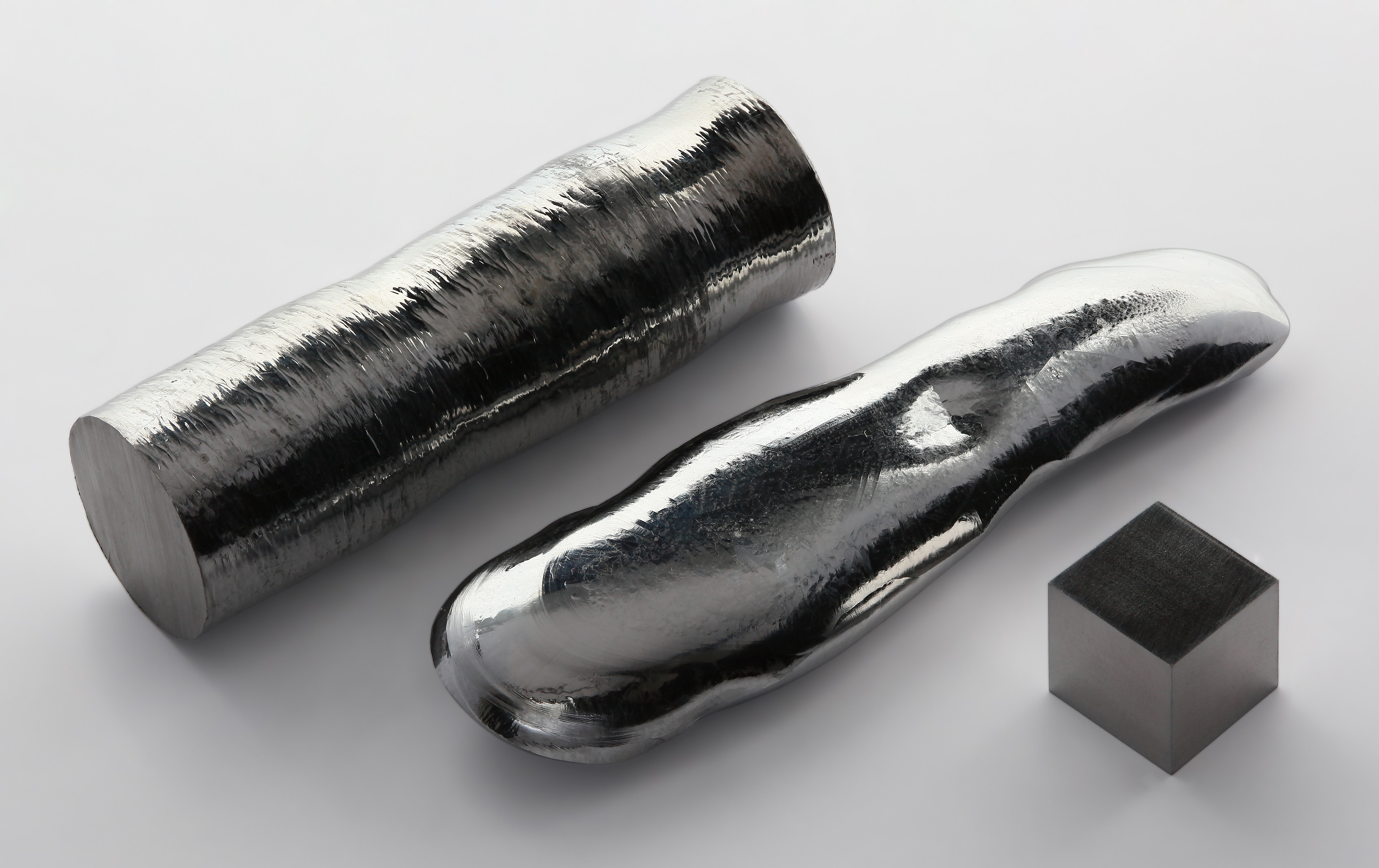
Reni

Tanmateix el principal èxit de Noddack fou el descobriment de l'element setanta-cinc de la taula periòdica, que anomenà reni (del riu Rin que travessa Wesel, ciutat de naixement d'Ida Noddack). Realitzà aquesta investigació a Berlín amb Ida Tacke. Descobriren el reni mitjançant espectroscòpia de raigs X en el mineral columbita. Otto Berg, que treballava a la fàbrica Siemens, fou qui realitzà els anàlisis espectroscòpics. Tot i que aconseguiren obtenir dos mil·ligrams de reni de diversos minerals, no fou fins al 1926, quan produïren el primer gram de reni, i pogueren estudiar les seves propietats químiques. Els Noddack també cregueren que havien descobert un segon element nou, l'element quaranta-tres de la taula periòdica, que anomenaren masuri, de Masúria, regió de l'antiga Prússia Oriental i actualment al nord-est de Polònia, d'on era originària la família de Noddack. Emilio Segrè i Carlo Perrier descobriren que aquest element només es podia produir artificialment i que era impossible que els Noddack l'haguessin identificat en un mineral; i l'anomenaren tecneci.
En el camp de la geoquímica, Noddack estudià l'abundància dels elements a l'escorça terrestre i a l'univers. Aquesta investigació es basà en l'avaluació de 1600 mostres de minerals. Noddack creia que cada element estava present en cada mineral, però no es podia detectar en les concentracions existents amb els mètodes analítics disponibles. Pensava que per a cada element hi havia una concentració llindar, més enllà de la qual es podia reconèixer l'element en tots els minerals; ho anomenà Allgegenwartskonzentration (concentració omnipresent) i la calculà per a diversos elements. Noddack també s'interessà per qüestions teòriques i pràctiques sobre les terres rares i la seva separació.